# 三指角水蚤
三指角水蚤（学名：Pontella tridactyla）为角水蚤科角水蚤屬下的一个种。